# Father and Son Lake
Father and Son Lake är en sjö i Kanada.   Den ligger i provinsen British Columbia, i den sydvästra delen av landet, 3 700 km väster om huvudstaden Ottawa. Father and Son Lake ligger 967 meter över havet. Arean är 0,13 kvadratkilometer.
I omgivningarna runt Father and Son Lake växer i huvudsak barrskog. Trakten runt Father and Son Lake är nära nog obefolkad, med mindre än två invånare per kvadratkilometer.